# NGC 4879
NGC 4879 is een ster in het sterrenbeeld Maagd. De ster werd op 23 maart 1789 ontdekt door de Duits-Britse astronoom William Herschel.